# Guerra ferroviaria de Bielorrusia (2022-actualidad)
La guerra ferroviaria de Bielorrusia es una de las formas de acción de rebelión que la oposición bielorrusa muestra como respuesta a la invasión rusa de Ucrania de 2022, en la que el gobierno de Aleksandr Lukashenko participa en el bando ruso indirectamente.
A fines de febrero de 2022, aparecieron los primeros informes en los medios de comunicación sobre el sabotaje en los ferrocarriles de Bielorrusia para inhabilitar la mano de obra, el equipo de control de señalización y el transporte de material militar por ferrocarril para operaciones militares rusas en el territorio de Ucrania.

## Comportamiento
El equipo de señalización fue destruido en tres regiones de Bielorrusia y las líneas ferroviarias fueron bloqueadas. Como resultado de estas operaciones, se interrumpió el trabajo de varias ramas del ferrocarril bielorruso. Desde estos días, el sabotaje ha tomado una escala masiva y se ha cometido sabotaje en muchas líneas ferroviarias en las regiones del sur de Bielorrusia. Ha habido unos 80 actos de sabotaje en los ferrocarriles de Bielorrusia hasta el 12 de abril, según datos del Ministerio del Interior de Bielorrusia. La forma más común de daño es prender fuego al equipo de señalización. Esto interrumpe las luces del sistema ferroviario, lo que obliga a los trenes a reducir la velocidad a 20 a 15 km / h (12,4 a 9,3 mph). Un matrimonio prendió fuego a los troncos de equipo militar guardados por los ferrocarriles. Otros actos de sabotaje involucraron a los propios trabajadores ferroviarios, así como a piratas informáticos que atacaron el sistema informático. El viceministro del Interior de Bielorrusia amenazó con matar a esas personas en un comunicado a principios de marzo. Hubo disparos contra personas que intentaban incendiar una caja de señales, a finales de marzo. A fines de abril, la cámara baja del Parlamento aprobó un proyecto de ley para aplicar la pena de muerte al sabotaje.
Las acciones de sabotaje de la oposición ayudaron mucho a que e gobierno de Ucrania puede enfrentarse a la ofensiva rusa que pretendía conquistar Kiev.

### Partes enfrentadas
Por el lado del gobierno de Bielorrusia esta el KGB bielorruso y las Tropas Internas de Bielorrusia, y por el lado de la oposición bielorrusa esta los grupos BYPOL, la autodenominada Comunidad de Trabajadores Ferroviarios, ciberpartisanos y disidentes independientes (incluidos dentro de las fuerzas de seguridad de Bielorrusia).